# SAR 41
SAR 41 ist der Funkrufname des Search-and-Rescue-Hubschraubers der Bundeswehr auf dem Fliegerhorst Nörvenich/Kreis Düren. Die Maschine vom Typ Airbus Helicopters H145M LUH SAR (Leichter Unterstützungshelikopter Search and Rescue) ersetzte im Dezember 2020 die Bell UH-1D, die seit in den 1970er Jahren eingesetzt worden war. Der SAR 41 gehört seit 2013 zur SAR-Staffel des Transporthubschrauberregimentes 30 der Heeresflieger in Niederstetten (Baden-Württemberg).
Das Heer betreibt drei Kommandos des SAR-Dienstes Land (Nörvenich, Holzdorf, Niederstetten) für militärische Zwecke und im Rahmen internationaler Bestimmungen in Deutschland im Auftrag des Bundesverkehrsministeriums.

## Aufgaben
Zu den Aufgaben zählen Einsätze im Rahmen von Search and Rescue zum Beispiel für abgestürzte und überfällige Flugzeuge (siehe auch SAR-Dienst für Luftfahrzeuge in Deutschland). Im Rahmen der dringenden Eilhilfe kann der Hubschrauber subsidiär, im Rahmen der Amtshilfe, zur Unterstützung des zivilen Rettungsdienstes eingesetzt werden. Dazu wurde von der Bundeswehr ein Flyer veröffentlicht. Koordiniert werden die Einsätze vom Rescue Coordination Centre als SAR-Leitstelle des Heeres in Münster.

## Besatzung und Ausrüstung
Zur Besatzung des SAR-Hubschraubers gehören zwei Piloten (zuvor ein Pilot und ein Bordwart) und ein Luftrettungsmeister (Notfallsanitäter/Rettungsassistent). Ein Notarzt gehört nicht zur festen Crew. Er kann vor Einsatzbeginn, oder am Einsatzort aufgenommen werden. Die Maschine ist mit Seilwinde, Außenlasthaken und ähnlich einem Rettungshubschrauber ausgestattet, u. a. mit Beatmungsgerät, EKG/Defibrillator, Spritzenpumpen, Vakuummatratze und Notfallrucksack.
Zusätzlich verfügt der Hubschrauber über eine Hochleistungskammera EOS MX-15 der Firma WESCAM, ein Mobilfunkortungssystem „Lifeseeker“ der Firma Centum sowie über einen Hochleistungsscheinwerfer TrakkaBeam A800.